# Hanneke Ippisch-Eikema
Hanneke A. Ippisch-Eikema (Benningbroek, 23 maart 1925 – Missoula, (Montana) 15 april 2012) was een Nederlandse verzetsstrijdster.

## Biografie
Hanneke Eikema was een domineesdochter en bracht haar jeugd door in Zaandam. Zij luisterde thuis een gesprek af tussen haar vader Jan en Guurt van Houten. Zij volgde Van Houten vervolgens naar haar huis en sprak haar aan omdat ze ook deel wilde nemen aan het verzet. Eikema raakte op deze manier betrokken bij het verzet zonder dat haar vader daar weet van had. Daar speelde ze een actieve rol in het verzet tijdens de Tweede Wereldoorlog. Als Ellie bracht ze vanaf 1943 valse papieren en voedselbonnen rond en daarna bracht ze Joden naar onderduikplekken. Later werkte ze onder bankier Walraven van Hall voor het Nationaal Steun Fonds. Als koerierster bracht Hanneke voor deze organisatie miljoenen guldens rond. Ook werd ze belast met het vinden van vergaderplekken voor verzetsleiders. Zo werd ze op basis van informatie van een tijdens verhoor doorgeslagen Teus van Vliet op 27 januari 1945 in Amsterdam met vijf andere verzetsleiders waaronder Van Hall gearresteerd. Hanneke kwam na de bevrijding vrij.
In 1956 emigreerde Hanneke naar Amerika, waar ze trouwde. Daar schreef ze onder de naam Hanneke Ippisch enkele kinderboeken. Ook verscheen in 1996 haar memories Sky: A True Story of Courage During World War II . Dit voor kinderen zeer toegankelijke boek wordt gebruikt als lesmateriaal over Nederlandse illegaliteit op Amerikaanse scholen. Ze overleed in de staat Montana op 15 april 2012.